# Tony Jarrett
Anthony "Tony" Alexander Jarrett (Enfield, Londres, 13 de agosto de 1968), é um antigo atleta britânico, especialista em 110 metros barreiras. Nesta disciplina, foi vice-campeão do Mundo em 1993 e 1995 e vice-campeão da Europa em 1990.